# Drávafok, Baranya
Drávafok este un sat în districtul Sellye, județul Baranya, Ungaria, având o populație de 537 de locuitori (2011). 

## Demografie
Componența etnică a satului Drávafok
     Maghiari (60,15%)
     Romi (19,85%)
     Croați (18,47%)
     Germani (1,07%)
     Sârbi (0,46%)
Componența confesională a satului Drávafok
     Reformați (22,53%)
     Fără religie (5,4%)
     Necunoscută (72,07%)
     Alte religii (2,05%)
Conform recensământului din 2011, satul Drávafok avea 537 de locuitori. Din punct de vedere etnic, majoritatea locuitorilor (60,15%) erau maghiari, existând și minorități de romi (19,85%), croați (18,47%) și germani (1,07%). Nu există o religie majoritară, locuitorii fiind reformați (22,53%) și persoane fără religie (5,4%). Pentru 72,07% din locuitori nu este cunoscută apartenența confesională.